# Ribellione di Monmouth
La rivolta di Monmouth, nota anche come Ribellione dei forconi o Rivolta dell'Ovest fu un tentativo armato organizzato da parte di un gruppo di dissidenti protestanti di deporre dal trono d'Inghilterra il cattolico Giacomo II Stuart. Il re era salito al trono alla morte del fratello maggiore Carlo II il 6 febbraio 1685. Giacomo II era cattolico e molti protestanti sotto il suo dominio si ribellarono al suo governo. James Scott, I duca di Monmouth, figlio illegittimo di Carlo II, riteneva pertanto in base alla propria fede anglicana di essere il legittimo erede del padre e per questo iniziò la sua crociata contro Giacomo II.
Il duca di Monmouth sbarcò a Lyme Regis l'11 giugno 1685 e per le successive cinque settimane il suo esercito di anticonformisti, artigiani e contadini si scontrò con le milizie locali e con l'esercito regolare comandato da Louis de Duras, II conte di Feversham e da John Churchill, che poi venne nominato duca di Marlborough. La ribellione si concluse con la sconfitta delle forze di Monmouth nella Battaglia di Sedgemoor il 6 luglio 1685. Monmouth venne condannato a morte e decapitato il 15 luglio 1685.

## Duca di Monmouth
Monmouth era un figlio illegittimo di Carlo II d'Inghilterra. Alcune voci dell'epoca riportavano che, in segreto prima di morire, Carlo avesse sposato morganaticamente la madre del duca di Monmouth, Lucy Walter, ma non si ha notizia certa di questo fatto, e l'unica moglie ufficiale di Carlo rimase Caterina di Braganza.
Monmouth venne nominato comandante in capo delle armate inglesi nel 1672 e fu Capitano generale nel 1678, raggiungendo alcuni successi nei Paesi Bassi nella Terza guerra anglo-olandese.

## Il contesto
La guerra civile inglese aveva lasciato risentimento tra la popolazione e la monarchia, in relazione alle pene comminate anche ai rappresentanti ed ai sostenitori del commonwealth. L'area sud-orientale dell'Inghilterra conteneva diversi villaggi ove l'opposizione monarchica era ancora forte. Il terrore per la persistenza al trono di un potenziale monarca cattolico, intensificato dal fallimento di Carlo II e di sua moglie nel produrre un erede, portarono a nuove tensioni. Un rappresentante del clero anglicano, Titus Oates, parlò di un "complotto papista" per uccidere Carlo e porre sul trono il giovane duca di York. Il conte di Shaftesbury, ministro del governo inglese ed oppositore di punta del cattolicesimo, aveva tentato di escludere Giacomo dalla linea di successione. Altri membri del parlamento, ad ogni modo, non potevano accettare che la corona passasse al figlio illegittimo di Carlo, James Scott, che divenne poi duca di Monmouth. Nel 1679, con il pericolo del passaggio dell'Exclusion Bill, Carlo II sciolse il parlamento. Altri due parlamenti vennero eletti nel 1680 e nel 1681, ma vennero sciolti per le medesime ragioni.
Dopo il Rye House Plot che tentò di assassinare sia Carlo che Giacomo, Monmouth si autoesiliò nei Paesi Bassi, raccogliendo sostenitori a L'Aia. Monmouth era un protestante che aveva viaggiato nell'Inghilterra sudorientale nel 1680 dove era molto conosciuto in villaggi come Chard e Taunton. Nel periodo nel quale Carlo II rimase al trono, Monmouth rimase nei Paesi Bassi vivendo nella speranza di poter un giorno tornare pacificamente sul trono. L'ascesa di Giacomo II e l'incoronazione nell'Abbazia di Westminster il successivo 23 aprile 1685 pose fine a queste speranze.

## La ribellione

### Il piano
I membri del partito Whig che avevano organizzato la congiura (Rye House Plot) per assassinare re Carlo II Stuart erano stati in larga parte esiliati nei Paesi Bassi e tra loro spiccavano personaggi di massimo livello come James Scott, figlio illegittimo di Carlo II, e Archibald Campbell, conte di Argyll.
Tuttavia questo gruppo era disomogeneo e male organizzato; quando Giacomo divenne re pensarono fosse giunto il momento adatto per colpire, ma impiegarono sei mesi ad organizzare le loro forze. Alla fine decisero che l'attacco si sarebbe diviso in due parti: l'una comandata da Argyll che sarebbe sbarcata in Scozia, dove il conte poteva contare su una vasta clientela e sull'appoggio del Clan Campbell, e l'altra, guidata da Monmouth che invece avrebbe iniziato la sua marcia su Londra dalla zona occidentale del regno.

### Da Lyme Regis a Sedgemoor

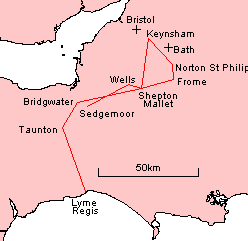
Il percorso delle armate di Monmouth

Nel maggio del 1685, il duca di Monmouth salpò dall'Olanda alla volta dell'Inghilterra sudorientale, una regione fortemente protestante, con tre piccole navi, quattro cannoni leggeri e 1 500 moschetti. Egli sbarcò con 82 uomini, tra i quali vi erano Lord Grey di Warke, Nathaniel Wade e Andrew Fletcher of Saltoun. Il gruppo raggiunse il numero di 300 uomini giungendo a Lyme Regis nel Dorset l'11 giugno, dove una lunga proclamazione stesa da Ferguson, denunciò pubblicamente il re.
Re Giacomo già in precedenza aveva ricevuto notizie dai suoi servizi segreti circa i movimenti del duca di Monmouth, al punto da sapere della partenza delle sue navi dall'Olanda almeno dieci giorni prima. Il sindaco locale fedele al re, Gregory Alford, informò la locale milizia régia e immediatamente inviò a Londra dei messi che vi giunsero il 13 giugno, dopo aver percorso quasi 200 chilometri a cavallo. Per scontrarsi con le armate ribelli del duca di Monmouth, a John Churchill venne dato il comando delle truppe appiedate dell'esercito realista, mentre in generale le operazioni vennero guidate dal conte di Feversham. Le operazioni dei ribelli sarebbero state rallentate dallo scontro iniziale con la milizia locale.
Nei giorni successivi, saputosi dello sbarco di Monmouth a Lyme, altri volontari si unirono al suo esercito ed il 15 giugno le sue forze avevano già più di 1000 uomini. Il 13 giugno Monmouth perse due dei suoi migliori sostenitori, Dare e Fletcher, i quali avevano ingaggiato un duello per un cavallo di razza. Fletcher sparò e uccise Dare e venne quindi posto agli arresti e rinviato alla fregata Helderenberg. Il giorno successivo, 40 cavalieri e 400 soldati, al comando del realista Lord Grey, si spostarono nei pressi del villaggio di Bridport, ove si scontrarono 1 200 uomini della locale milizia del Dorset. La schermaglia si concluse con la ritirata di lord Grey e dei suoi uomini Molti militari colsero l'occasione per disertare la battaglia per unirsi all'esercito di Monmouth. Dopo questo confronto, Lord Albermarle guidò le forze realiste da Exter verso le forze del duca di Somerset, che stavano avvicinandosi a Lyme Regis dall'opposta direzione.

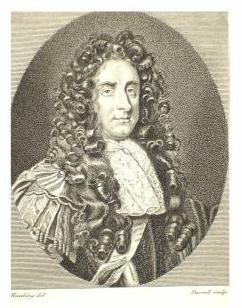
Louis de Duras, II conte di Feversham

Monmouth seppe per tempo dell'avvicinarsi delle forze realiste e riuscì a fuggire, ma invece di marciare su Londra, si spostò a nord con le proprie forze verso il Somerset. Il 15 giugno egli combatté con la milizia a Axminster, prendendo il controllo del villaggio. Altre reclute si unirono in maniera disorganizzata a quelle di Monmouth, raggiungendo il numero di 4 000, in gran parte anticonformisti, artigiani e contadini armati solo degli strumenti del loro lavoro (come forconi e coltelli); uno dei membri di questa folla fu il giovane Daniel Defoe.
Monmouth nuovamente lesse in pubblico una denuncia verso il re a Chard e il 20 giugno 1685 a Taunton decise di autoproclamarsi re, contro il volere di molti sostenitori repubblicani. La Corporazione di Taunton venne quindi costituita raggruppando le varie forze, nella speranza di incoraggiare il supporto della popolazione locale per l'ottenimento di nuove reclute. A Taunton, Monmouth venne raggiunto da altri 800 uomini. I dragoni reali al comando di Churchill, nel frattempo, continuavano ad avvicinarsi alle armate di Monmouth, giungendo a Chard il 19 giugno. Con l'assistenza della locale milizia essi tentarono di fermare le nuove reclute che giungevano da Taunton per unirsi all'esercito di Monmouth. Feversham nella fretta di riprendere gli scontri giunse con le sue forte a Bristol, presumendo che quello sarebbe stato il successivo obbiettivo di Monmouth.
Monmouth con le sue sempre crescenti forze proseguì la sua avanzata verso nord, passando per Bridgwater e soggiornando dapprima al Castello di Bridgwater (21 giugno), poi a Glastonbury (22 giugno) ed a Shepton Mallet (23 giugno). Nel frattempo, la Royal Navy catturò le navi di Monmouth, tagliandogli ogni speranza di fuga verso il continente europeo. Le forze realiste di Churchill che si trovavano a Chard, e quelle di Feversham a Bristol ricevettero altri rinforzi da Londra.

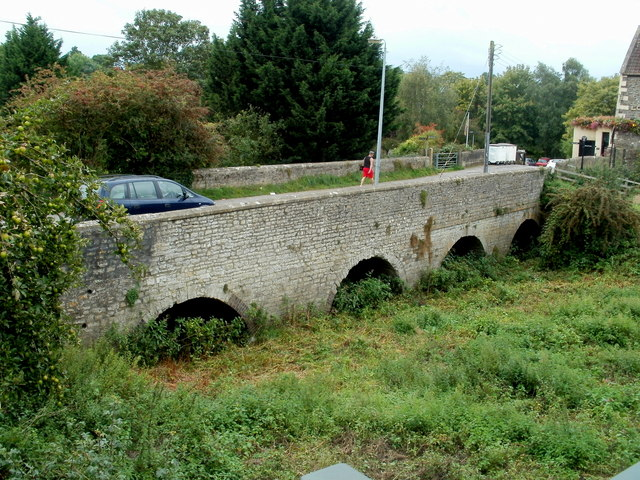
Il vecchio ponte di Keynsham in una fotografia del 2011. Il corso del fiume è stato deviato in tempi successivi alla ribellione, quando invece il fiume scorreva sotto questa via.

Il 24 giugno, l'esercito di Monmouth si accampò a Pensford, ed un piccolo gruppo delle sue forze si scontrò con la milizia di Gloucester prendendo il controllo di Keynsham, punto di attraverso d'importanza cardinale nell'area per oltrepassare il fiume Avon. Monmouth intendeva dunque attaccare la città di Bristol, che era la seconda città del regno dopo Londra per ricchezza e grandezza. Il suo desiderio di conquista venne però frenato quando seppe dell'occupazione della città da parte di Henry Somerset, I duca di Beaufort. Molte furono le schermaglie con le Life Guards comandate da Feversham, schermaglie che però non portarono ad una soluzione. Questi attacchi diedero a Monmouth l'impressione che la città fosse ben difesa dalle truppe realiste anche se in realtà alcuni storici ritengono che questo sia stato uno degli errori chiave dell'insurrezione di Monmouth, il quale non aveva avuto informazioni giuste ed aveva sopravvalutato il suo nemico.